# Mongfind
La regina Mongfind fu la moglie del leggendario re supremo d'Irlanda Eochaid Mugmedon e madre dei tre figli maggiori del sovrano: Brion, Ailill e Fiachrae.
Era sorella di Crimthann mac Fidaig, re del Munster, che sarebbe stato avvelenato da lei. Fu la prima moglie di Eochaid, che prese poi una seconda moglie, Cairenn, da cui ebbe Niall dei Nove Ostaggi. Molti racconti mostrano Mongfind come un avversario del suo figliastro. Secondo il Glossario di Cormac, era una dea pagana irlandese venerata a Samhain. In seguito la leggenda, come documentato dalla Storia sociale dell'antica Irlanda di PW Joyce, trasformò Mongfind in una banshee.
```
Mug Nuadat
|
|
Ailill Aulomm
|
|
Eógan Mór
|
|
Fiachu Muillethan
|
|
Ailill Flann Bec
|
|____________________________ ???
|                              |
|                              |
Lugaid                    Dáire Cearba
|                              |
|                              |__________________________
|                              |                          |
|                              |                          |
|                         Fidach              Uí Fidgenti & Uí Liatháin
|                         |
|                         |__________________________
|                         |                          |
|                         |                          |
|               Crimthann mac Fidaig             Mongfind = Eochaid Mugmedón = Cairenn
|                                                         |                  |
|                                                         |                  |
Conall Corc                                           Connachta         Niall Noígiallach
```